# Kościelniki (obwód tarnopolski)
Kościelniki (ukr. Костільники, Kostilnyky) – wieś w obwodzie tarnopolskim, w rejonie czortkowskim.

## Historia
Właścicielami wsi byli, m.in. Andrzej Potocki, (chorąży kamieniecki, rotmistrz), Jan i Stanisław Potoccy, Stanisław Jan Koniecpolski.
Do 12 listopada 2015 wieś była siedzibą rady wiejskiej.